# Van Speijk (televisieserie)
Van Speijk was een Nederlandse politie/dramaserie die zich afspeelt in Amsterdam. In de serie komen allerlei zaken aan bod, zoals een man wiens agressieve hond een spuitje moet krijgen, een jonge moslim die zelfmoord wil plegen omdat hij homoseksueel is of een man die de schuld op zich neemt voor een door zijn broer gepleegde misdaad. De privélevens van de agenten komen ook aan bod, en enkele verhaallijnen strekken zich uit over meerdere afleveringen.

## Geschiedenis
Het eerste, dertiendelige seizoen van Van Speijk werd van 8 januari tot 2 april 2006 uitgezonden op Talpa. De eerste aflevering trok meer dan een miljoen kijkers, wat leidde tot een gemiddelde van 900.000 kijkers per aflevering. Op 24 maart 2006 werd door Talpa bekendgemaakt dat er een tweede seizoen Van Speijk zou komen; dit begon op 11 januari 2007 (op Tien). De opnames voor het tweede seizoen begonnen in augustus 2006. Het verplaatsen van de serie van de zondag naar de donderdag zorgde wel voor een daling in het aantal kijkers.
Sinds 5 september 2007 wordt de serie door de VRT uitgezonden in Vlaanderen, en herhaald in de zomerprogrammatie van 2010. Vanaf 6 januari 2008 wordt het tweede seizoen herhaald op RTL 4. Vanaf 5 september 2011 is de serie te zien op het digitale kanaal RTL Crime.

## Hoofdrollen
| Acteur         | Personage                           | Seizoen 1 | Seizoen 2 | Totaal |
| -------------- | ----------------------------------- | --------- | --------- | ------ |
| Bart Oomen     | Hoofdinspecteur Arend van der Voort | 13        | 13        | 26     |
| Tygo Gernandt  | Agent Sylvester Daals               | 13        | 13        | 26     |
| Johnny de Mol  | Hoofdagent Jeroen van Veen          | 13        | 13        | 26     |
| Peter Faber    | Rechercheur Evert Beukering         | 13        | 13        | 26     |
| Cahit Ölmez    | Rechercheur Altan Uslu              | 13        | 13        | 26     |
| Loes Haverkort | Aspirant/Agent Tina Zonderland      | 13        | 13        | 26     |
| Quintis Ristie | Brigadier Romano Hartseer           | 13        | 13        | 26     |
| Joy Wielkens   | Rechercheur Leona Savonet           | 13        | 13        | 26     |
| Rik Launspach  | Rechercheur Lucas Visbeen           | 13        | 13        | 26     |
| Victor Brands  | Hoofdagent Teun Gerards             | 13        | 13        | 26     |
| Rian Gerritsen | Hoofdagent Helga Kuiper             | 13        | 13        | 26     |
| Ad van Kempen  | Vuilnisman Jules 'de la Tourette'   | 13        | 13        | 26     |

## Vaste gastpersonages
| Acteur                    | Personage                                      | Seizoen 1 | Seizoen 2 | Totaal |
| ------------------------- | ---------------------------------------------- | --------- | --------- | ------ |
| Seno Sever                | Efe Uslu, broer van Altan                      | 13        | 13        | 26     |
| Abdullah El Baoudi        | Hafid Ouassu                                   | 4         | 12        | 16     |
| Vefa Ocal                 | Dogan Uslu, neef van Altan                     | 11        | 3         | 14     |
| Mimi Ferrer               | Gemeenteraadslid Tara el Hamchaoui             | 8         | 5         | 13     |
| Irene van de Laar         | Iris van Scheppingen, vriendin van Lucas       | 4         | 5         | 9      |
| Victoria Koblenko         | Escortdame Charmaine, vriendin van Teun        | 9         | 0         | 9      |
| Turan Furat               | Ercan                                          | 8         | 0         | 8      |
| Ernst Dekkers             | Taco Kuiper, man van Helga                     | 4         | 4         | 8      |
| Ilonka Elmont             | Kickbokser Myrna Griffith, vriendin van Jeroen | 1         | 6         | 7      |
| René van Zinnicq Bergmann | OvJ Eduard Laagveld                            | 5         | 2         | 7      |
| Marjorie Boston           | Dokter Anne van Druten                         | 5         | 0         | 5      |
| Prem Radhakishun          | Zichzelf, als advocaat                         | 4         | 1         | 5      |
| Frits Lambrechts          | Herman Horsman                                 | 2         | 2         | 4      |
| Frank Rigter              | Roy Engels                                     | 1         | 3         | 4      |
| Bracha van Doesburgh      | Susan Jansen, liefje van Dogan                 | 3         | 0         | 3      |
| Wannie de Wijn            | Cor Breedveld                                  | 0         | 3         | 3      |
| Cees Geel                 | Rechercheur Koos Zwart                         | 0         | 3         | 3      |
| Pim Lambeau               | Mevrouw Hartekamp                              | 3         | 0         | 3      |

## Voetnoten
1. ↑  Van Speijk - Het programma
2. ↑  Van Speijk vanaf 6 januari bij RTL 4[dode link] tienfan.nl, 20 december 2007